# Abdelouaheb Ferguène
Abdelouaheb Ferguène, né le 18 novembre 1958 à Akbou, Algérie, est un athlète algérien, spécialiste de la marche athlétique.

## Biographie
Il remporte à deux reprises, en 1984 et 1985, le titre du 20 km marche des championnats d'Afrique, et obtient par ailleurs la médaille d'argent en 1988, 1989 et 1990.
Il se classe 26e des Jeux olympiques de 1984 et 32e de ceux de 1988.
Il détient le record d'Algérie du 20 km marche en 1 h 22 min 52 s (1992).

### Palmarès
| Date | Compétition             | Lieu        | Résultat | Épreuve      | Performance     |
| ---- | ----------------------- | ----------- | -------- | ------------ | --------------- |
| 1981 | Championnats du Maghreb | Alger       | 2e       | 20 km marche | 1 h 34 min 07 s |
| 1983 | Championnats du Maghreb | Casablanca  | 2e       | 20 km marche | 1h 32 min 38 s  |
| 1983 | Championnats du monde   | Helsinki    | 35e      | 20 km marche | 1 h 29 min 53 s |
| 1984 | Jeux olympiques         | Los Angeles | 26e      | 20 km marche | 1 h 31 min 24 s |
| 1984 | Championnats d'Afrique  | Rabat       | 1er      | 20 km marche | 1 h 30 min 02 s |
| 1985 | Championnats d'Afrique  | Le Caire    | 1er      | 20 km marche | 1 h 33 min 28 s |
| 1985 | Jeux panarabes          | Rabat       | 1er      | 20 km marche | 1 h 35 min 26 s |
| 1986 | Championnats du Maghreb | Tunis       | 1er      | 20 km marche | 1 h 36 min19 s  |
| 1987 | Championnats du monde   | Rome        | 35e      | 20 km marche | 1 h 34 min 26 s |
| 1988 | Jeux olympiques         | Séoul       | 32e      | 20 km marche | 1 h 26 min 33 s |
| 1988 | Championnats d'Afrique  | Annaba      | 2e       | 20 km marche | 1 h 34 min 07 s |
| 1989 | Championnats d'Afrique  | Lagos       | 2e       | 20 km marche | 1 h 36 min 49 s |
| 1990 | Championnats d'Afrique  | Le Caire    | 2e       | 20 km marche | 1 h 31 min 00 s |
| 1991 | Jeux africains          | Le Caire    | 2e       | 20 km marche | 1 h 35 min 21 s |
| 1992 | Jeux panarabes          | Lattaquié   | 1er      | 20 km marche | 1 h 32 min 31 s |
| 1993 | Championnats du monde   | Stuttgart   | 34e      | 20 km marche | 1 h 35 min 48 s |

### Records
| Épreuve      | Performance     | Lieu       | Date         |
| ------------ | --------------- | ---------- | ------------ |
| 20 km marche | 1 h 22 min 52 s | Hildesheim | 23 août 1992 |